# Пшикуйхабль
Пшикуйхабль — аул в Теучежском муниципальном районе Республики Адыгея России. Входит в состав Понежукайского сельского поселения. Основан в 1850 году.

## География
Аул находится на берегу Краснодарского водохранилища реки Кубань, на расстоянии 8 км к северу от аула Понежукай, административного центра района.

## Население
| 2002 | 2010 | 2013 | 2014 | 2015 | 2016 | 2017 |
| ---- | ---- | ---- | ---- | ---- | ---- | ---- |
| 286  | ↘281 | ↘280 | ↘279 | →279 | ↘276 | ↗278 |
| 2018 | 2019 | 2020 | 2021 | 2023 | 2024 |      |
| ↘275 | ↗283 | ↘277 | ↗287 | ↘278 | ↗281 |      |

### Национальный состав
По данным Всероссийской переписи 2021 года:
| Народ               | Численность, чел. | Доля от всего населения, % |
| ------------------- | ----------------- | -------------------------- |
| адыги (черкесы)     | 284               | 98,95 %                    |
| другие / не указано | 3                 | 1,05 %                     |
| всего               | 287               | 100,0 %                    |

## Улицы
- ул. Дружбы,
- ул. Красная,
- пер. Красный.

## Археология
В ауле археологом А. Д. Резепкиным в погребении майкопской культуры были обнаружены модели колёс.